# Westminster (circonscription britanno-colombienne)
Pour les articles homonymes, voir Westminster (homonymie).
Circonscription électorale provinciale du Canada
Westminster est une ancienne circonscription provinciale de la Colombie-Britannique représentée à l'Assemblée législative de la Colombie-Britannique de 1890 à 1894.

## Géographie
La circonscription représente la ville de New Westminster, située dans la région de Vancouver.

## Liste des députés
| Législature | Années      | Député      | Député               | Parti        | Député      | Député               | Parti       | Député      | Député      | Parti       |
| Westminster | Westminster | Westminster | Westminster          | Westminster  | Westminster | Westminster          | Westminster | Westminster | Westminster | Westminster |
| --- | ----------- | ----------- | -------------------- | ------------ | ----------- | -------------------- | ----------- | ----------- | ----------- | ----------- |
| 6e | 1890–1890   |             | John Robson          | Gouvernement |             | Thomas Edwin Kitchen | Opposition  |             | James Punch | Indépendant |
| 6e | 1890-1894   |             | Colin Buchanan Sword | Indépendant  |             | Thomas Edwin Kitchen | Opposition  |             | James Punch | Indépendant |
| Circonscription abolie, voir : Westminster-Chilliwhack, Westminster-Delta, Westminster-Dewdney et Westminster-Richmond |             |             |                      |              |             |                      |             |             |             |             |